# Шему
Шему (егип. Šmw — «низкая вода» или «время потепления») — обозначение в древнеегипетском календаре времени жары, периода, начинавшегося в Верхнем Египте (остров Элефантина) в начале февраля, а в дельте Нила — в середине февраля. Само обозначение «шему» происходит от корней «шем (шам)» (жара) и «шемет» (раскалённые).

## Календарь
В папирусе Эберса, где рассматривается календарь, как это было принято в Древнем Египте, состоящий из трёх времён года, «шему» характеризуется как «время тепла», «время потепления», то есть время от начала весны и до середины лета. В коптском календаре, знавшем лишь два времени года, это «время жары».
В тесной связи с периодом ахет, с самого возникновения исчисления календарного времени в Древнем Египте, стояла богиня Сопдет, воплощением которой была звезда Сириус. После окончания четвёртого месяца периода ахет наступал период перет. С истечением четвёртого месяца периода перет приходило время шему.
Начиная с эпохи додинастического Египта и вплоть до окончания периода Среднего царства время шему состояло из месяцев ренутет, хонсу, хенти-хет и ипет-хемет. Начиналось оно в начале февраля и продолжалось до начала июня. В эпоху Нового царства оно длилось с 28 апреля и до 25 августа. В течение тысячелетий, в связи с сакральной связью богини Сопдет с Сириусом, гелиакические восходы которого к концу II тысячелетия до н. э. постепенно сдвигались — с начала июня на конец июля — изменялось и начало трёх календарных периодов в Древнем Египте.